# Hydrophorus femoratus
Hydrophorus femoratus är en tvåvingeart som beskrevs av Octave Parent 1930. Hydrophorus femoratus ingår i släktet Hydrophorus och familjen styltflugor. Inga underarter finns listade i Catalogue of Life.